# Moncestino
Moncestino és un municipi situat al territori de la província d'Alessandria, a la regió del Piemont (Itàlia).
Limita amb els municipis de Crescentino, Fontanetto Po, Gabiano, Verrua Savoia i Villamiroglio.
Pertanyen al municipi les frazioni de Ganoia, Cignaretto, Coggia, Piagera i Seminenga.